# Santa Panagia
Santa Panagia (Santa Banacìa in siciliano) è un quartiere localizzato nella zona nord-occidentale del territorio comunale di Siracusa, capoluogo dell'omonimo libero consorzio comunale in Sicilia.
La popolazione di circa 25 000 abitanti lo rende il più popoloso della città.
Il quartiere è sorto in epoca moderna nella periferia settentrionale di Siracusa, e conserva al suo interno ingenti testimonianze archeologiche che abbracciano la trimillenaria storia della città: la necropoli d'epoca greca, la chiesa d'epoca bizantina dalla quale ha preso il nome e la tonnara di Santa Panagia, la cui attività cominciò nel 1100. Nella zona della sua cava naturale si ipotizza che sorgeva il famoso terzo porto di Siracusa, il Trogilo, descritto dagli antichi, ma le cui rovine non sono mai state individuate. Da qui il generale romano Marco Claudio Marcello diede avvio alla conquista di Siracusa, riuscendo a entrare tra le sue alte mura. Odiernamente dà il proprio nome alla rada dalla quale salpano e approdano le navi petroliere legate all'attività industriale del polo petrolchimico siracusano. Confina con i quartieri di Mazzarona e Scala Greca, e con la frazione di Targia.

## Etimologia

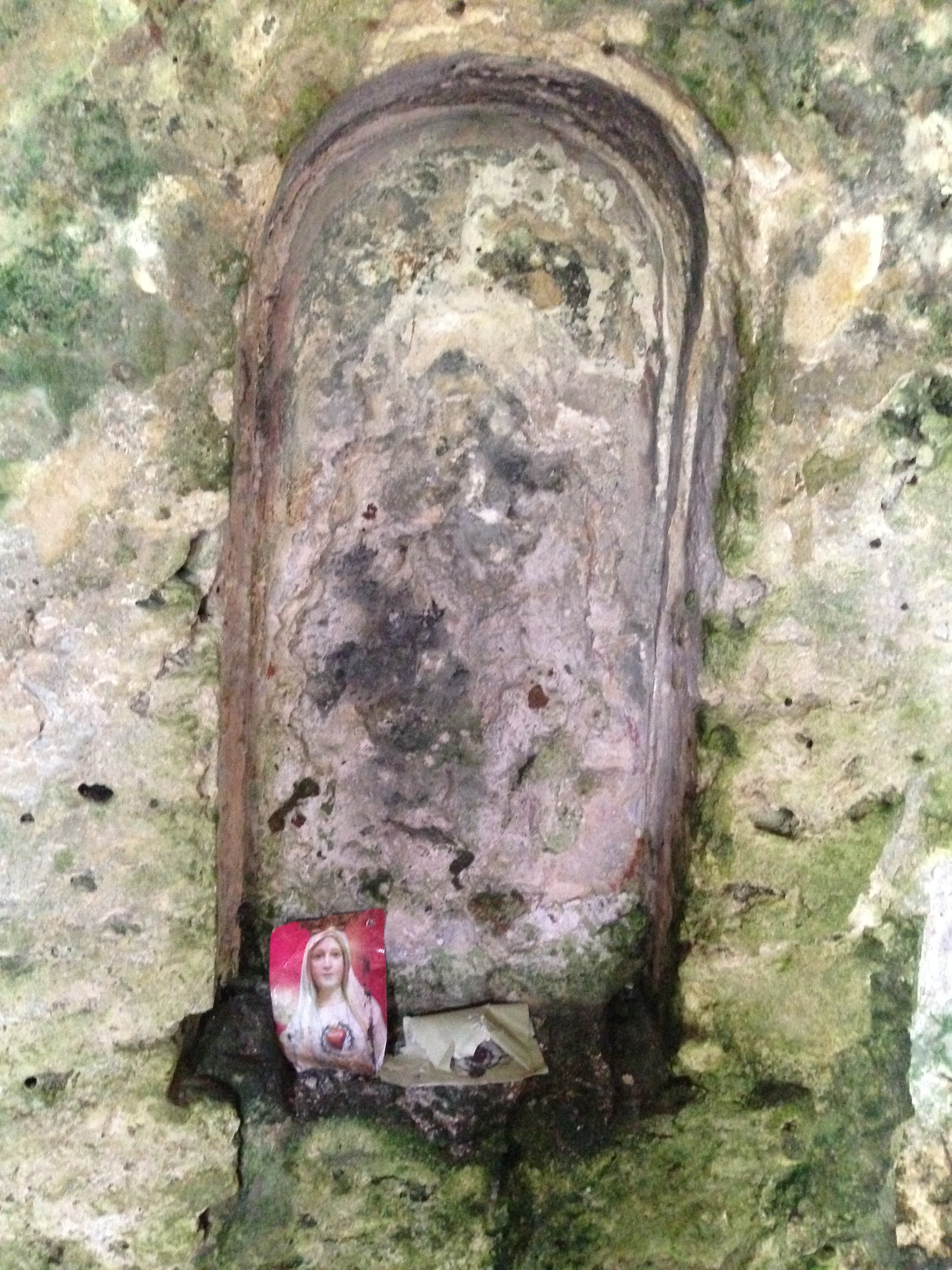
Dalla chiesa rupestre d'epoca bizantina di Santa Panagia

Santa Panagia deriva il suo nome dal termine greco bizantino Παναγία Panaghìa: πᾶν pān 'tutta' e ἁγία haghìa 'santa', ovvero 'Tutta Santa' (o 'Santissima'), epiteto che l'Oriente cristiano ha dato alla madre di Gesù, Maria. Quindi il nome del quartiere significa Maria, la tutta santa o Colei che è solo santità. La città di Siracusa in passato fu molto legata alla chiesa di Costantinopoli (fino ad assumere nel 663 il titolo di capitale dell'Impero bizantino) numerose sono quindi le attestazioni che risalgono a quel periodo. La chiesa rupestre dedicata alla Madonna, sorta in prossimità del mare, appena fuori dalla città, sembrerebbe essere il punto focale che diede il nome all'intera zona circostante.
Panagia è anche il nome del pane benedetto usato nelle messe della chiesa cristiana ortodossa (Ἄρτος της Παναγίας = pane della Tutta Santa), ovvero il rito che trae origine dagli antichi monaci greci che si riunivano nel refettorio a pranzare e tagliavano il pane e bevevano il vino per simboleggiare L'ultima cena di Gesù (Eucaristia). Panagia, rendere grazie a Dio, Panagion, affine a Panagia, significa invece lo Spirito Santo; i due termini sono collegati: Panagion et Panagia ovvero Lo Spirito Santo e la Madre di Dio.

## Territorio

### Storia

#### Epoca classica

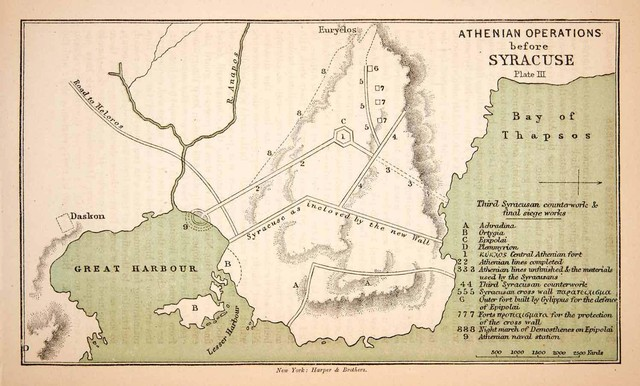
Bay of Thapsos (Baia di Thapsos) è il luogo che precedeva l'entrata a Syrakousai dalla porta nord principale, detta Hexapylon (porta dalle sei porte), ricadente nell'attuale territorio di Santa Panagia

L'attuale contrada Santa Panagia è situata all'interno dell'antico territorio della città-quartiere di Tiche, corrispondente a una delle cinque città-quartiere che componevano la pentapoli greca di Siracusa.
Sicuramente sito già interessato in passato da insediamenti preistorici quali Siculi e Sicani; lo dimostra la presenza del villaggio di Stentinello e la sua vicinanza con la penisola di Thapsos, noto luogo preistorico siracusano.
Ma le sue tracce più evidenti sono di matrice greca quando l'intera città, chiamata Syrakousai, divenne una capitale del Mediterraneo, definita la più popolosa, superava per popolazione persino Atene. Per questo motivo nella descrizione degli storici la città aretusea era detta pentapoli poiché era suddivisa al suo interno in cinque siti, definiti "città proprie", che uniti andavano a comporre il nome siracusano.
Il luogo dove oggi sorge Santa Panagia ha regalato agli storici grandi scoperte in campo archeologico, custodendo preziose tracce dell'antico passato siracusano. Quali necropoli; ingresso; strade e altri importanti reperti d'epoca.
Santa Panagia, in quel tempo chiamata unicamente Tiche o Tyche, fu anche il luogo da dove entrarono per la prima volta i Romani. Infatti Marco Claudio Marcello, grazie all'intuizione di un suo soldato, scoprì che il tratto delle mura dionigiane situate presso la baia di Santa Panagia erano scavalcabili, lì dove ipoteticamente si trovava il porto Trogilo, a quel tempo noto porto militare siracusano detto Trogylos. Per cui Marcello di notte, approfittando della distrazione delle guardie siracusane, riuscì a entrare all'interno della polis aretusea, impossessandosi dell'Epipoli e fermandosi proprio tra le mura che separavano le due città-quartiere di Tiche e Neapolis.
Secondo le fonti Claudio Marcello ricevette nel suo accampamento tra le mura gli ambasciatori delle due città-quartiere che vennero a pattuire la resa, domandando al generale romano che fosse loro risparmiata la vita e l'incolumità fisica in cambio dell'apertura delle porte di Tiche e Neapolis. Claudio Marcello dopo aver tenuto una consulta di guerra con i suoi soldati accettò la richiesta dei cittadini siracusani, dicendo però loro che ai soldati sarebbe stato concesso il denaro e tutti i beni economici presenti nelle loro case. Per questo motivo iniziò da quel momento un violento saccheggio nelle case dei residenti di Tiche e Neapolis che videro i loro averi dissiparsi in breve tempo sotto la presa di potere da parte di Roma.
Dopo la conquista e l'inizio dell'epoca romana, non si ha più notizia del quartiere Tiche, probabilmente ancora abitato fino all'epoca imperiale di Augusto. Ma già sotto l'Impero bizantino la città di Siracusa aveva in massima parte ristretto le sue mura, situazione dettata soprattutto dalla drastica diminuzione della popolazione avvenuta nell'arco di tempo che va dalla conquista romana fino alle lotte che questi ebbero ad affrontare con le invasioni barbariche.
La città arrivò a ridursi alla sola isola di Ortigia, che rappresentò per tutto il Medioevo l'unica parte abitata di Siracusa.

#### Epoca moderna

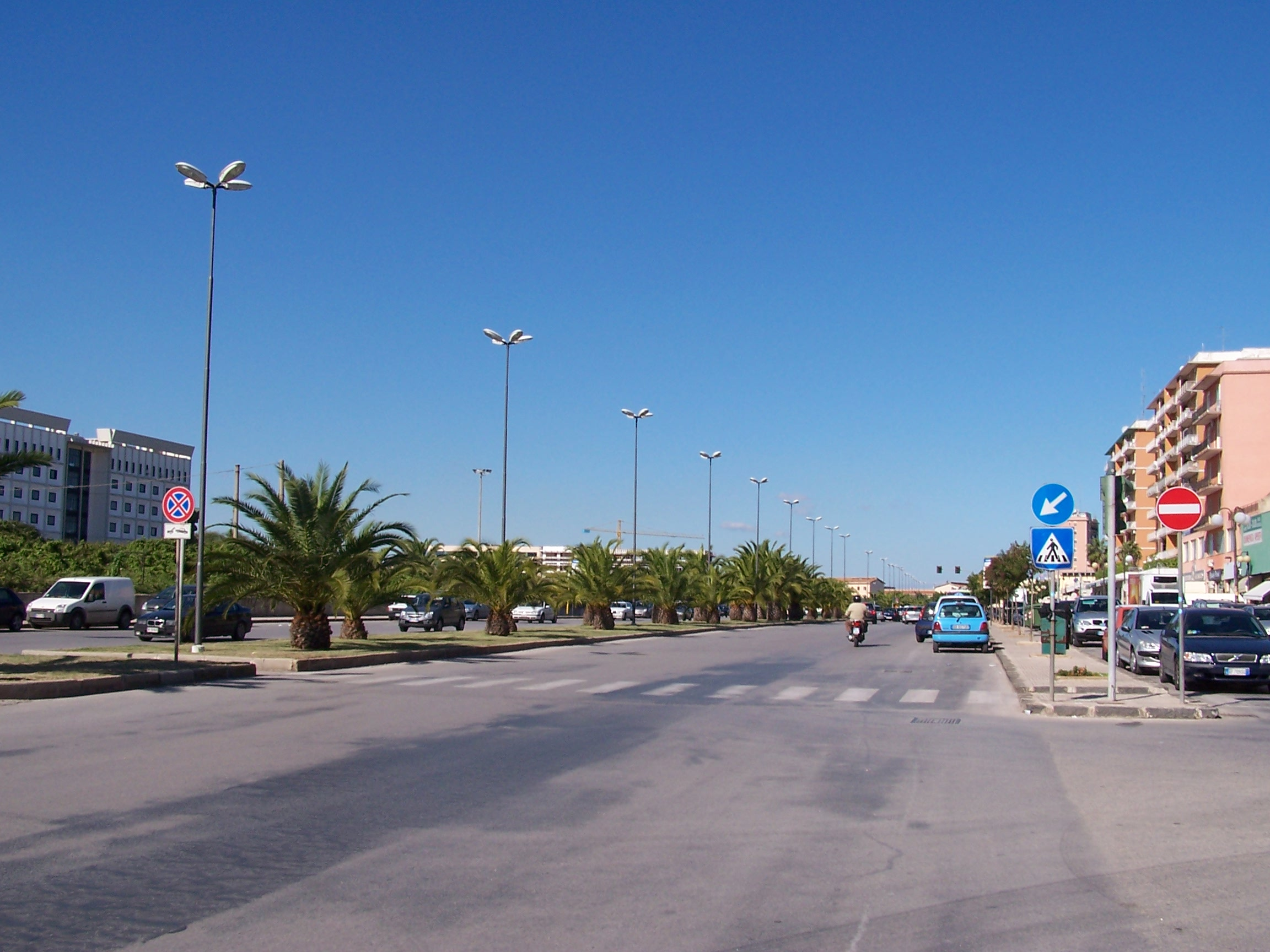
Viale Santa Panagia, tratto dell'omonimo centro, rappresentante oggi un importante sito sociale della città di Siracusa

La storia di Tiche riprende in epoca post-fascista, quando alla fine della seconda guerra mondiale vi fu un graduale incremento demografico che portò alla necessità di espandersi e dunque di costruire nuovi quartieri fuori dalla vecchia Siracusa. Per cui vennero riprese le antiche misure greche, vennero rioccupati i luoghi utilizzati un tempo e nell'originario suolo vennero edificati nuovi palazzi e nuove costruzioni che andarono totalmente a coprire ogni traccia dell'abitato di epoca classica.
Santa Panagia è stato uno degli ultimi centri abitati a nascere nella Siracusa moderna. Fino agli anni cinquanta e sessanta era considerato un sito extraurbano perché era composto principalmente da poche abitazioni, per lo più ville, e da molti terreni destinati all'agricoltura e alla pastorizia. Non vi erano esercizi commerciali, né uffici istituzionali, né strade, nè tutto quello che si può trovare oggi. Per ogni minima esigenza i residenti dovevano necessariamente scendere in Ortigia, o nella zona umbertina, o alla Borgata Santa Lucia, in quanto per i siracusani la vita sociale si svolgeva ed era concentrata quasi unicamente ancora nell'isola e nella bassa terraferma.
La situazione cominciò a mutare dagli anni settanta ai novanta quando la popolazione siracusana crebbe in gran numero, arrivando a superare i 100.000 abitanti. Con l'esigenza dei cittadini di ampliare il loro perimetro sociale, si andò sempre più a fabbricare nella contrada periferica di Santa Panagia sovrastante il mare, popolandola e urbanizzandola. Nacquero palazzi, strade, supermercati, banche, uffici, scuole. Inoltre merita menzione il mercato, detto tradizionalmente mercatino di Santa Panagia, il quale rappresenta uno dei due principali mercati aretusei, perché l'altro nonché quello storico è ubicato in Ortigia ed entrambi svolgono giornalmente la loro funzione sociale e commerciale.

## Urbanistica di Santa Panagia
L'epicentro del quartiere lo si ha nel viale Santa Panagia, strada a scorrimento di ambito urbano caratterizzata da due corsie, una per il traffico veicolare e una per i pedoni. Qui hanno sede molte attività commerciali e i seguenti uffici istituzionali:   

### Edifici istituzionali

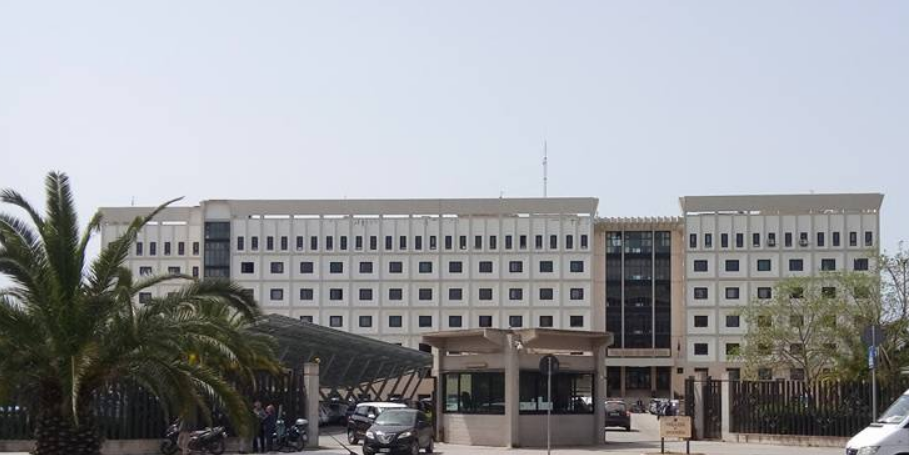
Il tribunale di Siracusa, ubicato in Viale Santa Panagia

Negli anni più recenti sono stati qui trasferiti importanti edifici istituzionali quali il tribunale della città e l'Agenzia delle entrate, operante come centro direzionale e valevole per tutta la provincia di Siracusa, con distaccamenti per gli uffici territoriali a Lentini e Noto. Inoltre ancora più recentemente è stato costruito a Santa Panagia il centro direzionale nel quale vi sono stati destinati altri uffici pubblici amministrativi.

### Edifici religiosi
A Santa Panagia ci sono inoltre alcuni edifici religiosi, a maggioranza chiese cristiano-cattoliche. In via Italia sorge una moderna sinagoga nella quale è stato recentemente celebrato un matrimonio con rito ebraico, il primo in Sicilia dal 1492(Sinagoga chiusa definitivamente). Il sito rappresenta inoltre il centro sefardico siciliano per questa religione. In zona sorgono anche edifici di altre religioni.

## La rada di Santa Panagia

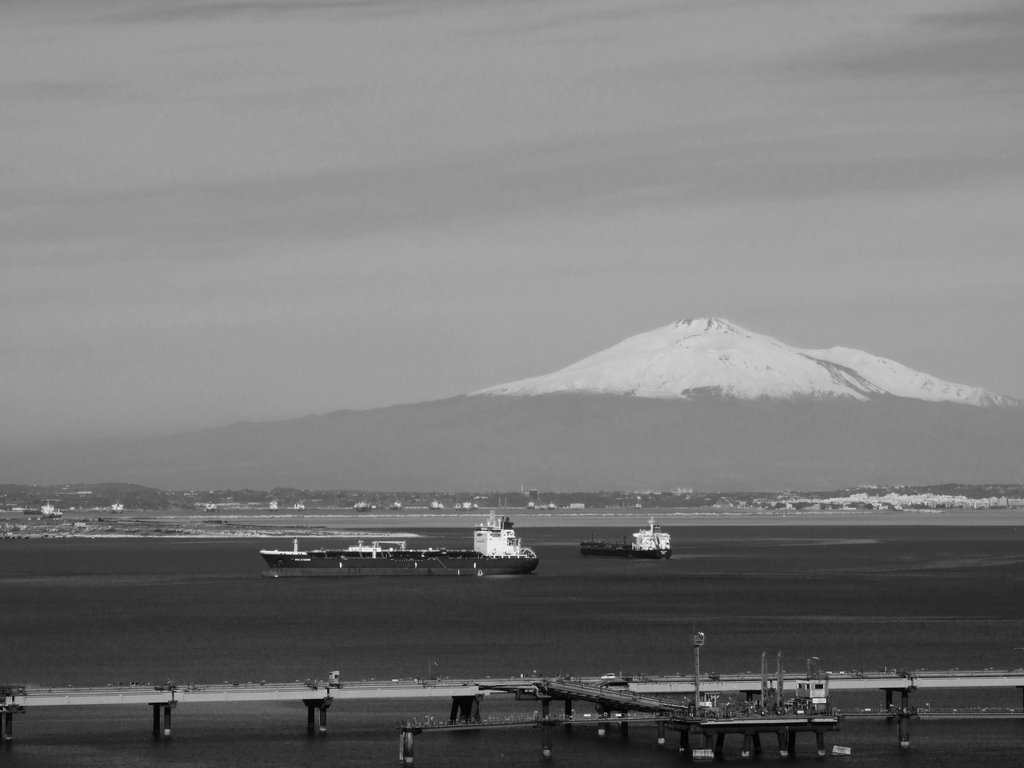
La rada di Santa Panagia

La rada di Santa Panagia si trova nell'immediata vicinanza della baia omonima e nel territorio dove prima vi sorgeva il porto Trogilo.
Il pontile che caratterizza la rada nautica è stato costruito nel 1976; esso è tutt'oggi il più grande pontile d'Europa con i suoi 1340 metri di lunghezza. La costruzione prende il nome dalla raffineria di petrolio sorta a Priolo Gargallo (ex frazione di Siracusa divenuta comune autonomo nel 1979): Isab; pontile ERG in seguito, o più semplicemente pontile della baia di Santa Panagia.
La sua funzione principale è quella di fare approdare le navi petroliere, chimichiere e gasiere che giungono da più parti del Mediterraneo per l'attività di trasformazione del petrolio greggio e delle attività chimiche che avvengono presso il polo petrolchimico siracusano, e permettere loro il carico e lo scarico della merce.
Data la vicinanza del quartiere con il polo industriale, non è raro avvertire nella zona i miasmi provenienti dalle raffinerie; l'inquinamento derivato dalla lavorazione della merce che giunge al pontile è infatti oggetto di discussione tra le varie istituzioni ormai da decenni, senza purtroppo l'avvento di una soluzione volta a conciliare l'industria, la salute dei cittadini e il delicato sistema ambientale di cui Santa Panagia fa parte.

## Aspetto geologico e naturalistico

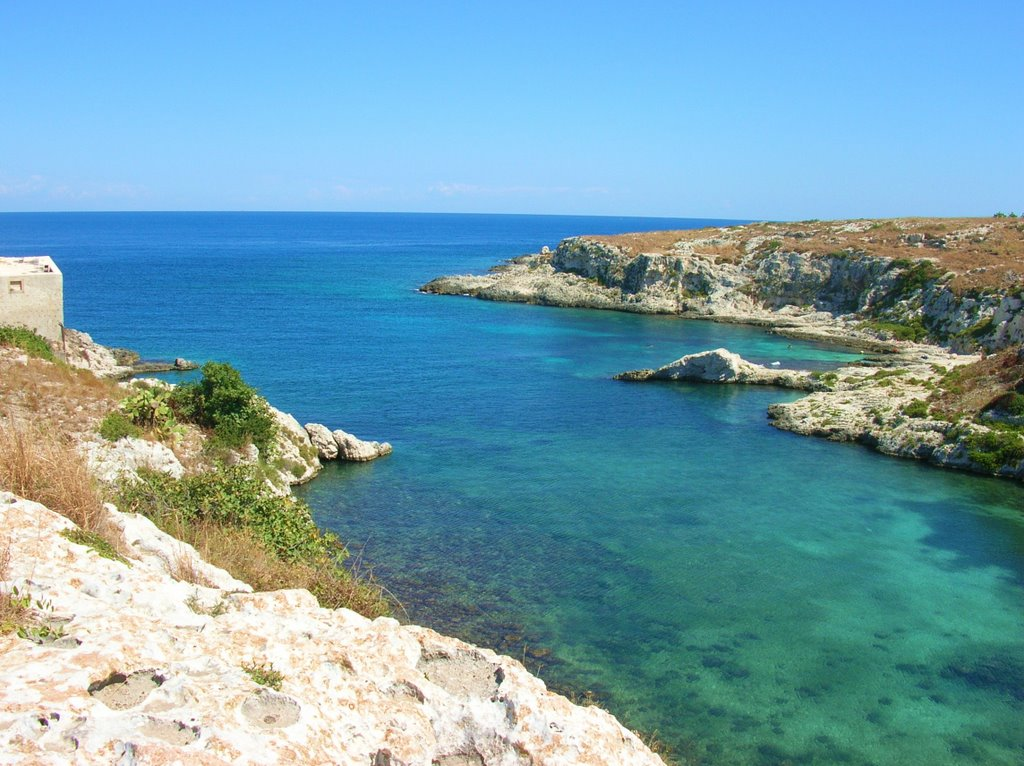
La baia di Santa Panagia

Essendo quella di Santa Panagia una zona che delimita i confini della città, comprende zone non urbanizzate di grande pregio geologico, naturalistico e archeologico. Da queste parti, a breve distanza chilometrica, vi sorgono sorgenti naturali, grotte, spiagge sabbiose, antichi fiumi, cave con macchia mediterranea e saline riparo di volatili provenienti da più parti del mondo.
Le sorgenti d'acqua dolce naturale fanno parte dei tanti sbocchi d'acqua che compongono il suolo siracusano; la zona di Santa Panagia ne annovera una al suo interno, specificatamente nella parte sottostante e chiamata Fonte di Gelone, la quale periodicamente (in particolare in occasione delle piogge) sgorga finendo anche nelle strade adiacenti. Un'altra invece è situata tra le altre al suo esterno, nei pressi della baia omonima e sull'affioramento di un antico vulcano sottomarino spento, storicamente e popolarmente detta Fonte Acqua della Colomba (o in dialetto siracusano acqua e palummi, "palummi" significa "colomba") così chiamata perché lì vi sostano diverse specie di volatili. Questa fonte, simile alla più nota Fonte Aretusa, si differenzia però da quella ortigiana innanzitutto per l'aspetto geologico (in Ortigia le rocce sono solo calcaree e bianche, a Santa Panagia le bianche e calcaree si contrappongono anche se in minima parte a quelle nere e laviche creando così la sorgente), e poi perché le acque dolci si mescolano senza barriere con le acque salate del mare, per cui vi si forma un particolare ecosistema marino, in verità non molto preservato vista la vicinanza con il pontile petrolifero di Targia. A poca distanza dalla sorgente, c'è una spiaggetta incastonata sempre nella baia circondata da altre rocce laviche risalenti al Cretacico, così come è risalente allo stesso periodo storico anche il suddetto vulcano sottomarino che emerge parzialmente e per cinquemila mq solo in questa zona e in quella di Tremilia.

### La cava di Santa Panagia

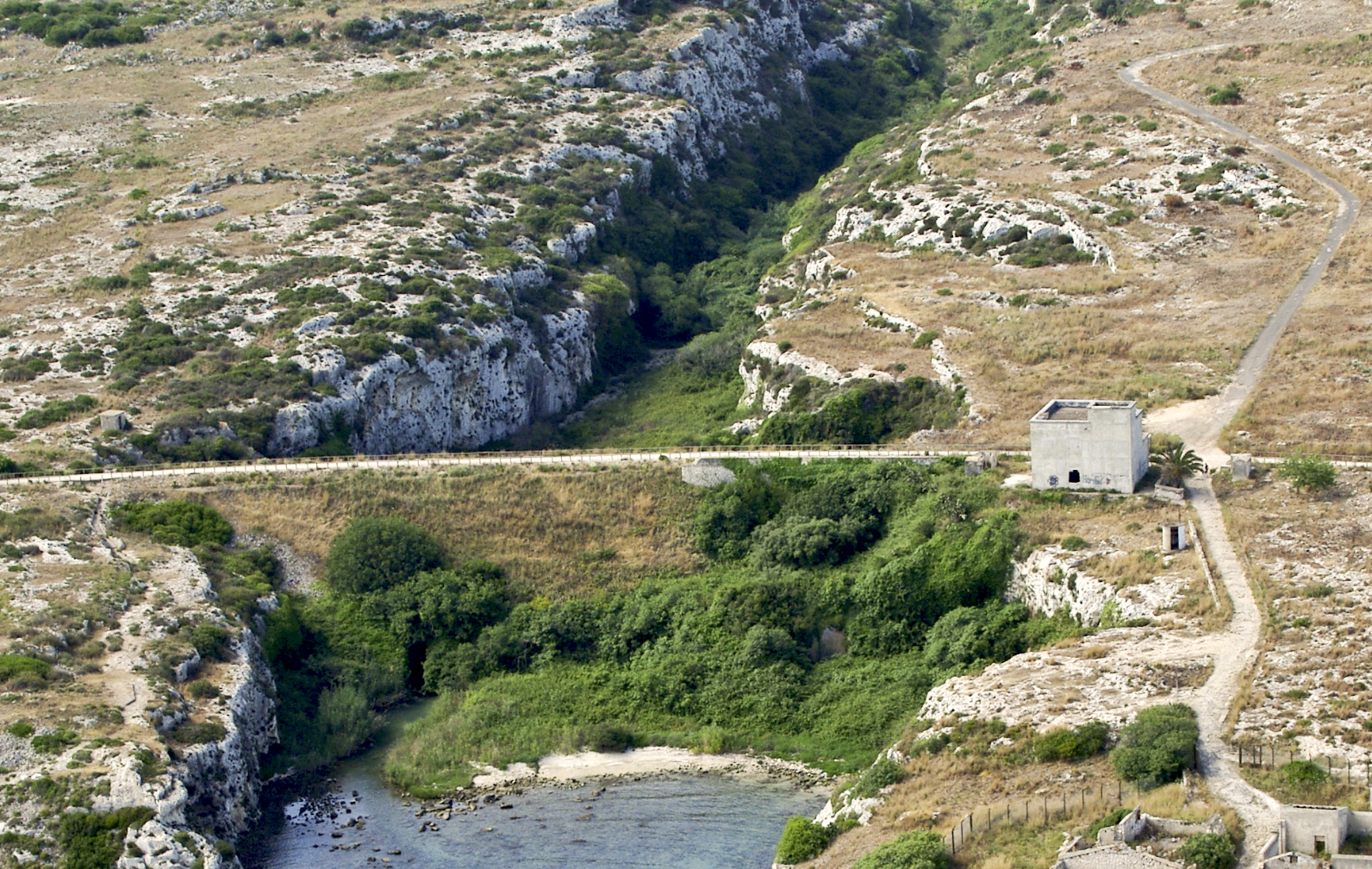
La cava iblea di Santa Panagia a contatto con il mare

La cava di Santa Panagia, non di dimensioni profonde, è stata scavata nel tempo da un piccolo corso d'acqua di tipo meteorico e dall'erosione delle onde del mare. Essa infatti rappresenta l'unico esempio di cava iblea confinante sul mare, ovvero la roccia bianca calcarea tipica del siracusano e generalmente del territorio ibleo, con la peculiarità che qui ha il contatto diretto con le onde salate del mare ed è a U e non a V. Essa è piena di grotte naturali (probabilmente usate come catacombe in epoca greca e paleocristiana) e grotte artificiali di epoca bizantina. Qui sorge l'antica chiesa rupestre bizantina dedicata alla Madonna e dalla quale si presume provenga il nome dell'intera zona siracusana di Santa Panagia. Nel gennaio 2021 è stato scoperto da due escursionisti un interessante sentiero naturale sotto la cava (dalla quale si scende attraverso una scala monumentale scavata nella roccia), frequentato oltre che dagli escursionisti anche dai naturalisti visto che è immerso nel verde e nella natura. 

## La pista ciclabile e l'ex tratta ferroviaria Siracusa-Targia

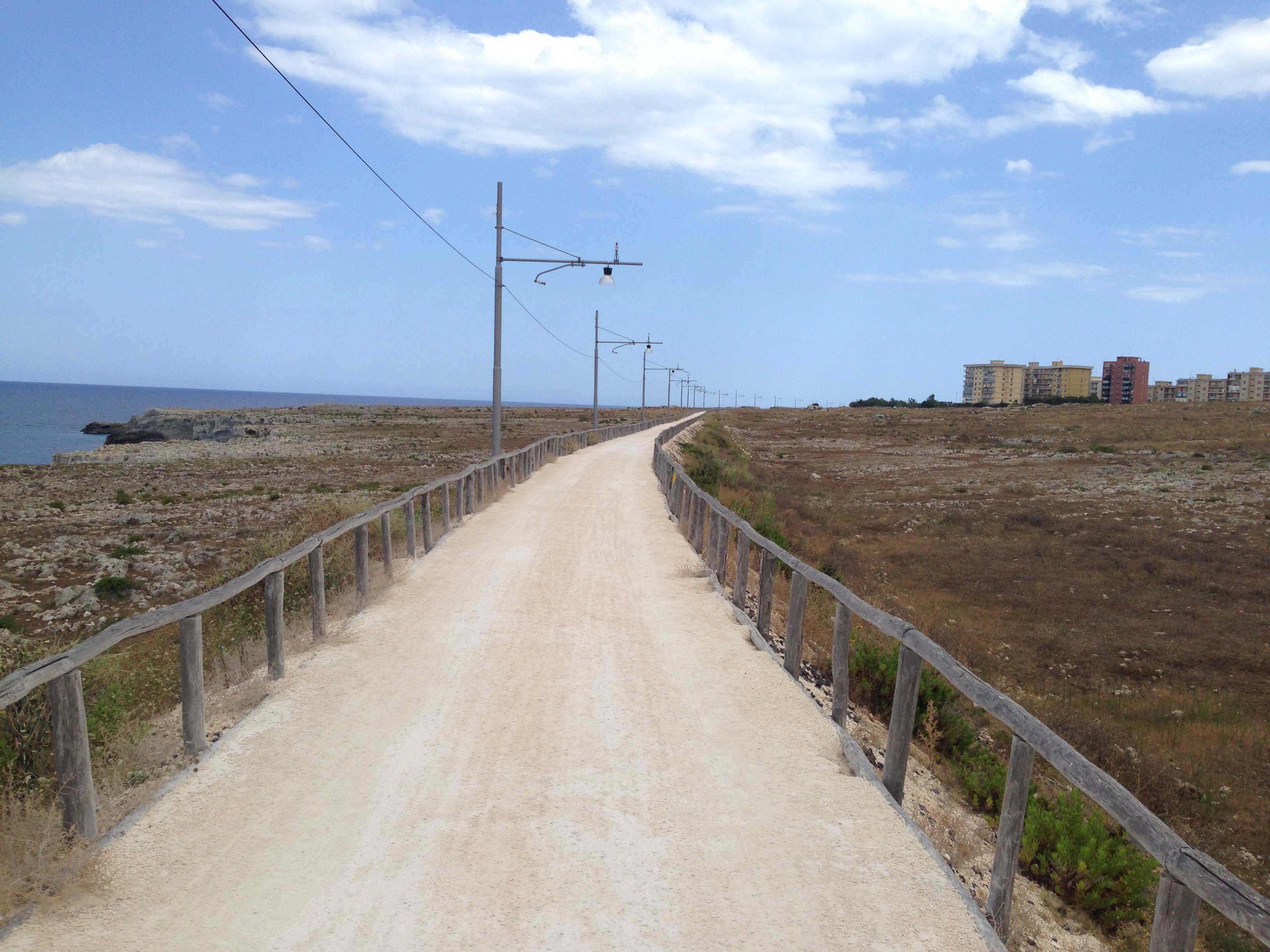
Tratto della pista ciclabile sita a nord di Siracusa

Nella baia di Santa Panagia si trova il percorso del sentiero ciclopedonale siracusano, impropriamente e meglio noto come pista ciclabile, che attraversa la costa fino a giungere al Monumento ai Caduti italiani d'Africa tra Akradina e Grottasanta. È lunga 6,56 km e intitolata alla campionessa di apnea scomparsa Rossana Maiorca, figlia dell'illustre sportivo siracusano Enzo Maiorca. Nel 2014 è stata dotata di luce propria tramite dei pannelli fotovoltaici capaci di illuminarla anche di notte.
La pista utilizza il sedime della ex cintura ferroviaria tra la stazione di Siracusa e la stazione di Targia della linea Siracusa-Messina. Tale tratto ferroviario è stato dismesso e sostituito nel giugno 1998 da un nuovo tracciato, inizialmente e temporaneamente a binario singolo e dal 2001 a doppio binario, in buona parte in tunnel per liberare la città dalla cintura di ferro. Il percorso ormai inutilizzato è stato trasformato in strada percorribile dai ciclisti e dai pedoni, nonché da sportivi. Il tratto di linea ferroviaria, in rilevato, più interno alla città è stato rimosso insieme ai cavalcavia e sostituito dalla via Unità d'Italia che va da piazza Cappuccini a largo Porto Piccolo. La riqualificazione di tutta la fascia costiera una volta occupata dalla ferrovia, ha permesso ai siracusani e ai turisti di poter scoprire un'altra Siracusa ancora incontaminata e selvaggia, con diverse attrattive turistiche fino a una decina di anni fa poco conosciute o del tutto sconosciute.  

## Patrimonio archeologico di Santa Panagia

### Necropoli Greca di Viale Santa Panagia
La necropoli greca di viale Santa Panagia è stata studiata di recente ed è ubicata al centro dell'abitato urbano; nei pressi dell'odierna chiesa della Madre di Dio sono state rinvenute 300 tombe scavate nella roccia, databili alla fine del VI sec. a.C. e inizio V sec. a.C. Di grande importanza per scoprire aspetti della vita sociale e demografica della città al tempo dei tiranni, grazie alle buone condizioni di ritrovamento del sito. Si sono conservati corredi funebri, tratti di strada greca e materiali dell'epoca.

### La Porta Hexapylon
L'ingresso principale nord di Siracusa ricade oggi nei territori di Scala Greca e Santa Panagia. Questa grande porta aveva sei entrate, come si intuisce dal suo nome greco e collegava tramite strada la polis aretusea ai territori esterni quali Thapsos, Leontini, Megara Iblea, Catana. Verso l'interno invece iniziava una lunga strada che portava fino al Foro siracusano. Rimangono oggi visibili alcune basi di questa porta e i resti della mura dionigiane che la circondavano.

### Chiesa rupestre di Santa Panagia

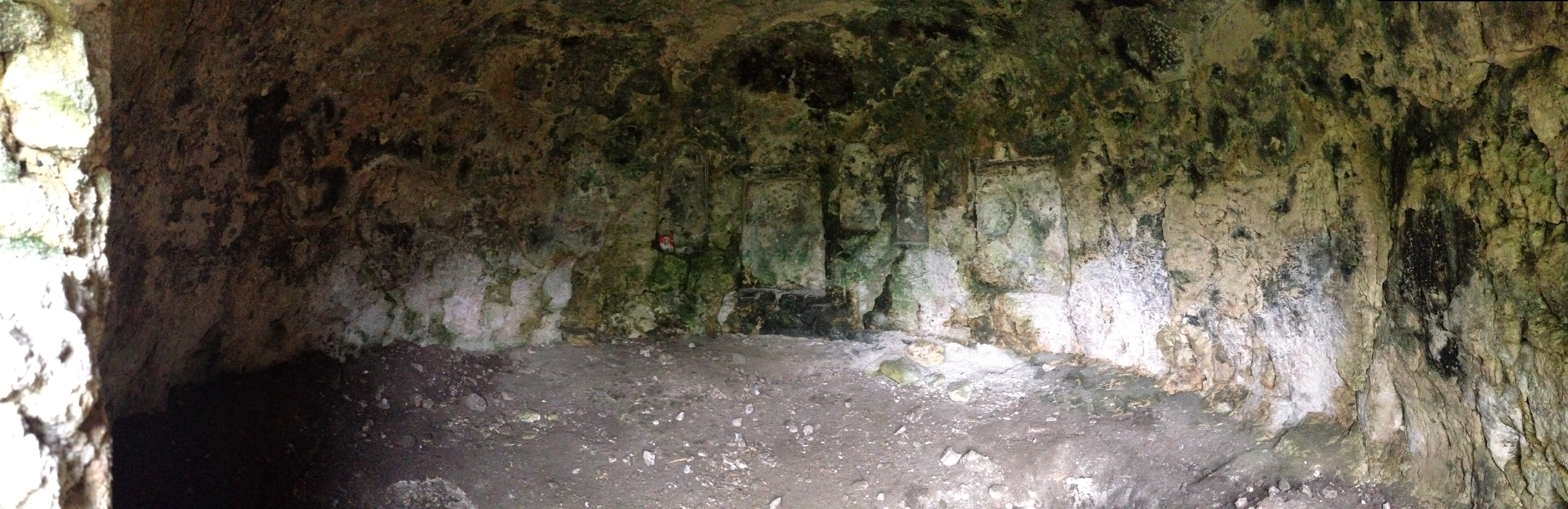
L'oratorio d'epoca bizantina di Santa Panagia

Accanto alla tonnara, nei pressi della cava di Santa Panagia, vi si trova un'antica chiesa rupestre di epoca bizantina, dedicata al culto della Madonna. All'interno vi sono i resti di un altare recante nicchie di forma arcuata nelle quali dovevano essere poste delle statue di Santi e delle candele.
Lungo le pareti rocciose vi sono invece degli affreschi, ormai quasi illeggibili a causa dell'umidità.
Dopo anni di totale abbandono finalmente un'associazione ambientalista avrà la gestione del sito per migliorarne la fruizione e la conoscenza. Interessante è anche il fatto che attorno alla chiesa rupestre siano stati individuati tracciati di antichi abitati di epoca medievale.

### La difesa costiera di Santa Panagia
Risalgono ai tempi della seconda guerra mondiale i bunker e le strutture di difesa costiera sparsi anche nella zona esterna di Santa Panagia. Tali costruzioni, oggi considerate patrimonio urbano poiché di valore storico, servivano in tempo bellico per difendersi dal nemico in caso di invasione. In particolare a est della tonnara di Santa Panagia vi sono tre trincee, sulla balza a poca distanza da capo Santa Panagia si trova la batteria antiaerea A.S. 909 con tre postazioni per mitragliatrici e 6 cannoni. Questa serviva a difendere la temuta "Opera A", una coppia di cannoni a lunga gittata: 

### La tonnara di Santa Panagia

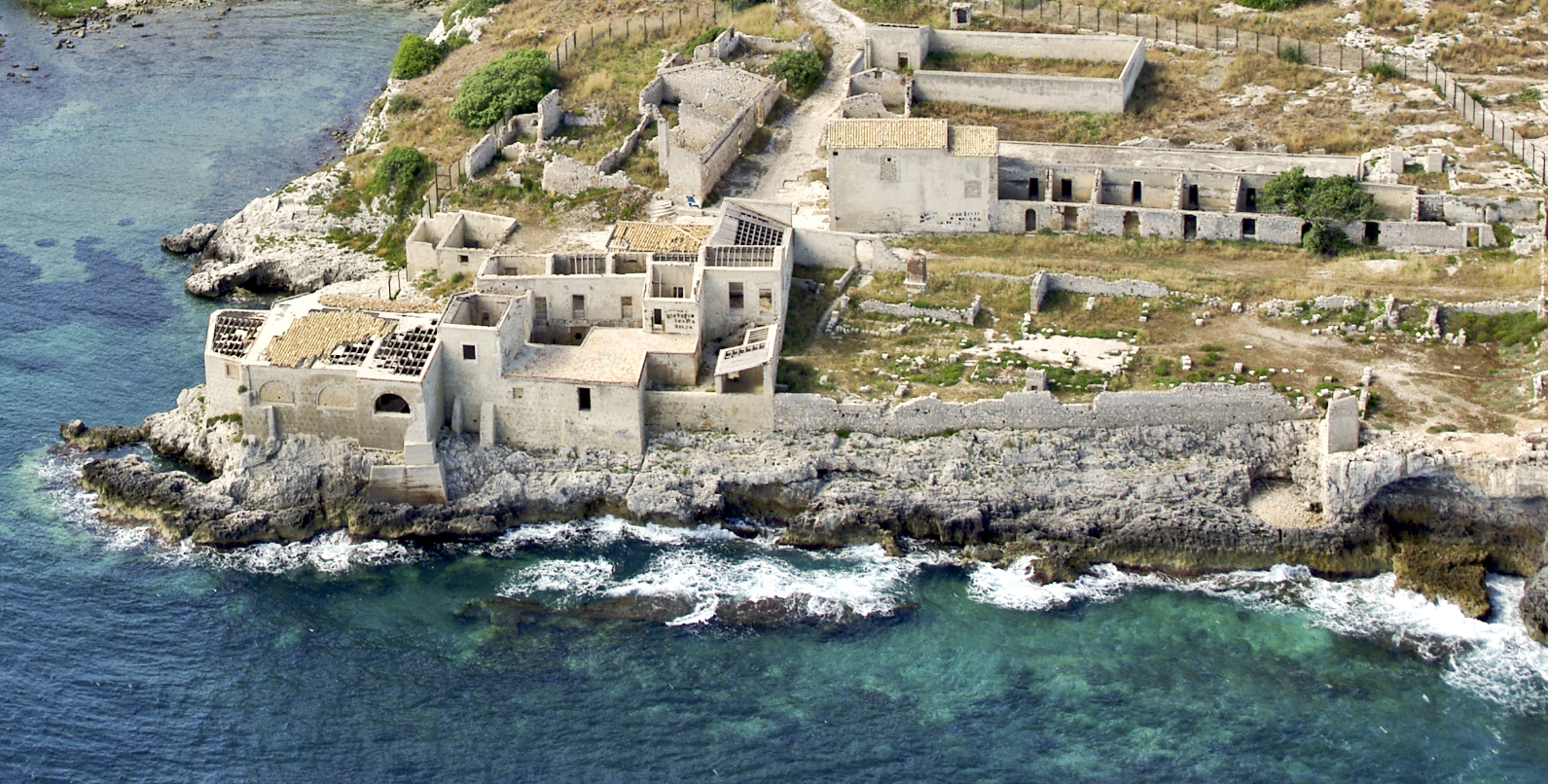
La tonnara di Santa Panagia

I tonni presso l'edificio di Santa Panagia

A Santa Panagia si trova la Tonnara abbandonata dagli anni settanta. Negli anni recenti si è discusso diverse volte di recuperare il sito storico e di trasformarlo in un sito socio-culturale, nello specifico un museo paleontologico o più semplicemente un museo del mare. Il progetto ha preso maggiore rilievo nel 2012 quando sono stati palesati dei fondi economici destinati proprio al restauro di detta tonnara, ma fino a oggi i lavori non sono mai cominciati. Tuttavia nel giugno 2013 sono stati resi noti i risultati della gara per l'aggiudicazione dei lavori progettuali relativi alla tonnara.
Il suo restauro, e la sua trasformazione in sito museale usufruibile al pubblico, sarebbe molto auspicabile per i residenti della zona poiché la tonnara, in stato di abbandono, è stata in passato oggetto di tristi cronache di vicende criminali, poiché immischiata negli affari illeciti delle organizzazioni mafiose locali che la scelsero come loro sito di ritrovo. Infatti parte di Santa Panagia ha sofferto e soffre la presenza di degrado culturale e sociale che rendono la quotidianità e lo sviluppo difficile in alcune sue zone. Per cui l'incoraggiamento alla cultura in ogni sua forma è auspicata dalla parte sana della città.

### Relitto di Stentinello
Si tratta di una nave affondata tra le acque di Santa Panagia e Thapsos (odierna penisola di Magnisi), risalente al IV-III sec. a.C., il relitto fu scoperto da Gerard Kapitaen nel 1968, all'esigua profondità di 10 metri, per cui vicino alla costa. Nell'ottobre 2013 quel relitto ha regalato ancora nuove scoperte; sono infatti venute alla luce cinque zanne d'elefante, una sana per intero, il cui avorio è attualmente in esame presso il laboratorio della Soprintendenza del mare di Palermo. Secondo gli studiosi si tratta di un carico più grande destinato alla lavorazione dell'artigianato che nella Sicilia greca era fiorente. Insieme alle zanne sono state rinvenute anche antiche anfore d'epoca.

### Il terzo porto di Siracusa: Trogilo
(Davide Bertolotti, L'Italia descritta e dipinta, vol. 2, 1837.)

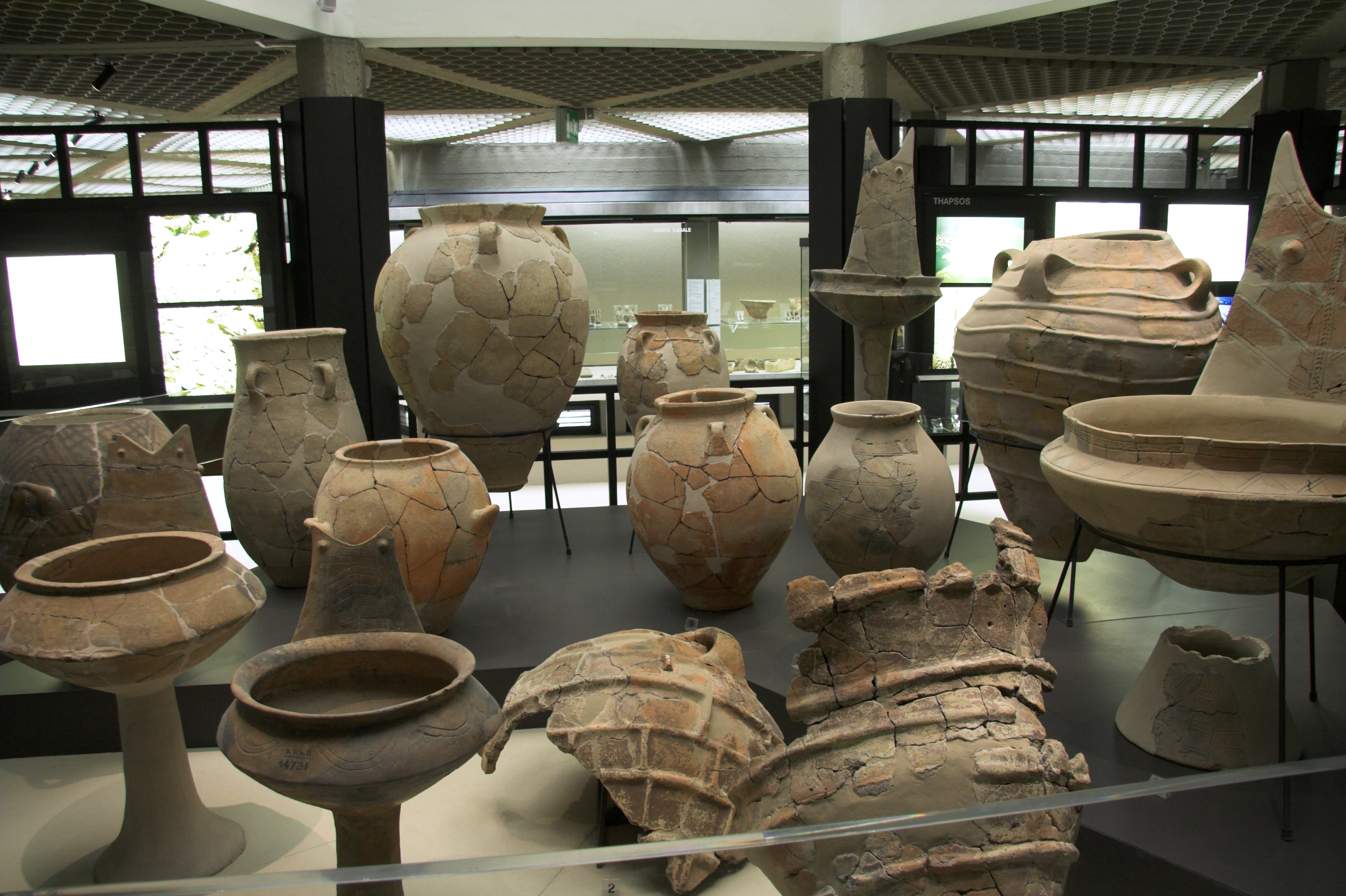
Vasi provenienti da Thapsos; sito vicino a Trogilo

Il porto Trogilo prese il suo nome da un antico abitato omonimo; Trogilo deriva dal greco antico: Tρωγιλος χορα. In questo abitato i siracusani vi svolgevano attività commerciali e si hanno testimonianze anche di un'area sacra e di una necropoli utilizzata dal VI secolo a.C. al III sec. a.C. Nella strade verso il porto vi era una torre di avvistamento chiamata torre Galeagra, ricordata da Livio nella storia dei Romani. Questo porto fu importante nelle battaglie principali combattute da Siracusa nel periodo greco e romano; durante la spedizione ateniese e anche durante l'assedio di Siracusa. I suoi resti si trovano oggi nel fondale marino. Nella cultura popolare il sito di questo antico porto è oggi detto lo Stentino, nome derivato dalla vicinanza con il sito archeologico di Stentinello. 
Tuttavia le ricerche e i rilievi dell'archeologo e filologo Hans-Peter Drögemüller, hanno messo in discussione l'ubicazione del porto collocandolo tra Grottasanta e Mazzarona, nonché in adiacenza allo scoglio dei Due Fratelli, tanto che il tratto costiero in questione veniva definito dai greci come "capo Tròghilo". 

## Trasporti
Fino alla fine degli anni settanta, Santa Panagia disponeva dell'omonima stazione ferroviaria utilizzata principalmente dai lavoratori della retrostante tonnara. L'edificio della ex stazione è rimasto integro anche se murato. Da allora il trasporto pubblico, a Santa Panagia così come nel resto di Siracusa, è solo su strada e con gli autobus dell'Azienda Siciliana Trasporti. Dal 1998 è in costruzione il parcheggio scambiatore multipiano di via Mazzanti (comprensivo di stalli per moto e biciclette, nonché di colonnine di caricamento per i mezzi elettrici), il quale dopo la fine dei lavori nel luglio 2001 avrebbe dovuto servire questo e i quartieri limitrofi i quali soffrono da sempre una carenza di parcheggi, e soprattutto un sovraccarico di traffico veicolare. La struttura, che rimase chiusa subendo furti e vandalismi, fu per questo considerata inutilizzabile dopo il collaudo del 2007 che avrebbe dovuto sancire l'apertura della stessa. Apertura che dunque non ci è mai stata, in quanto i lavori di completamento si sono più volte finanziati e interrotti, rendendo questa fondamentale opera pubblica per la zona centro-nord della città una delle sue incompiute storiche. 

## Sport
In fondo al quartiere, verso Scala Greca, vi è il campo sportivo "Franco Bianchino" (in erba sintetica) dove hanno giocato e giocano alcune squadre dilettantistiche siracusane, su tutte la Libertas Rari Nantes, particolarmente identificata con l'area nord di Siracusa. In passato c'erano altri due campi di calcio entrambi in terra battuta, uno in via Ludovico Mazzanti (non più esistente) in cui hanno giocato la Tiche Platan e la Marcozzi Tiche, e l'altro in via Sant'Orsola (chiuso e abbandonato da anni) sede di gioco di una delle storiche società calcistiche aretusee, l'Interciane, tanto che ancora oggi lo si definisce "il campo dell'Interciane".